# دیوید پیسوت
دیوید پیسوت (انگلیسی: David Pisot؛ زادهٔ ۶ ژوئیهٔ ۱۹۸۷) بازیکن فوتبال اهل آلمان است که در پست مدافع بازی می‌کند.
از باشگاه‌هایی که در آن بازی کرده‌است می‌توان به باشگاه فوتبال پادربورن، باشگاه فوتبال اشتوتگارت، باشگاه فوتبال اسنابروک، و باشگاه فوتبال اینگولشتات ۰۴ اشاره کرد.
وی همچنین در تیم ملی فوتبال جوانان آلمان بازی کرده‌است.